# 1380년대
1380년대는 1380년부터 1389년까지를 가리킨다.